# Flugplatz Emden

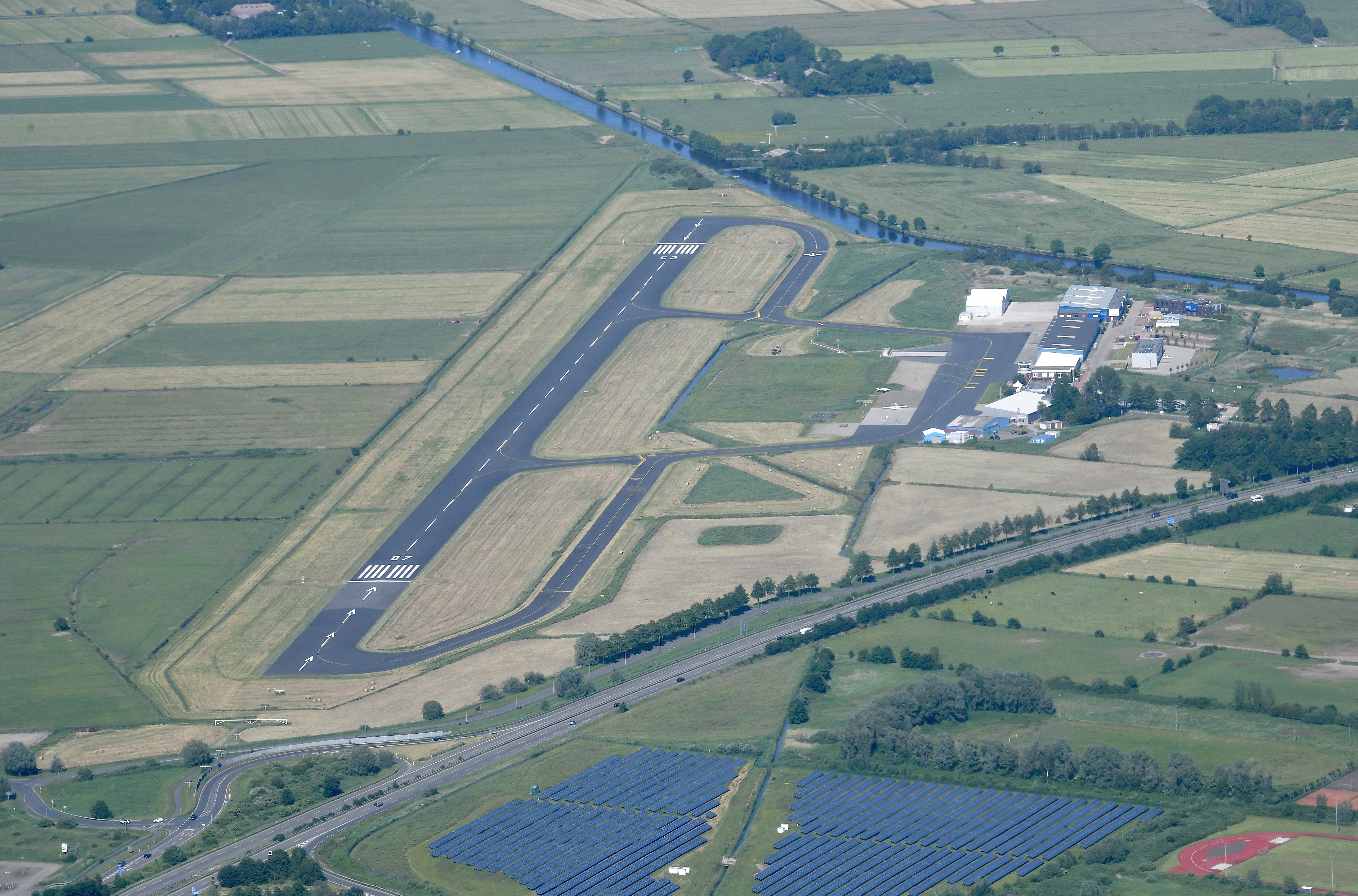
Luftbild över Emdens flygplats, 2021

Emdens flygplats (tyska: Flugplatz Emden) (IATA: EME, ICAO: EDWE) är en flygplats i närheten av Emden  (Ostfriesland) i Niedersachsen som är certifierad som flygplats för allmänflyg (Verkehrslandeplatz).  
Utom av privatpiloter används flygplatsen av flygbolaget OFD Ostfriesischer Flugdienst med upp 
till sju dagliga avgångar till Borkum.
Flygfältet är licensierad för flygplan med en maximal startmassa på 14 000 kg samt segelflygplan och ultralätta flygplan. AVGAS 100LL, Diesel och Super-Plus kan tankas. 
Banan är 1300 meter lång och 30 meter bred. Flygplatsen är utrustad för instrumentflygning med GPS/RNAV.

## Operatör
Flygfältet drivs är av Flugplatz Emden GmbH holdings, ett dotterbolag till Stadtwerke Emden (SWE), och, i slutändan, av staden Emden själv, ensam aktieägare i SWE. Förlust betalas av kommunala företag och staden, eftersom flygfältet betraktas som en del av den nödvändiga infrastrukturen.

## Flygbolag och destinationer
OFD Ostfriesischer Flugdienst GmbH flyger till alla Ostfrisiska öarna. 
Dessutom har flygfältet i Emden stor betydelse för verksamheten med de lokala företagen, i synnerhet Volkswagen. Flygplatsen levererar Emdener Volkswagen fabrik med brådskande transport av varor. Flygfältet i Emden fungerar också för leverans av havsbaserade vindkraft parker. 
Fyra företag har kontorer i Emden, som år 2013 använde cirka 15 helikoptrar. Förutom foto-, Film- och vissa flygningar till havsbaserade vindkraft parker finns det nödutrymning (ambulans) och stöd för att flytta lotser för tjänst på lotspliktiga fartyg.
Med Offshore-sektorn har 64 arbetstillfällen skapats nyligen och totalt 133 fasta jobb på plats. Särskilt de nya havsbaserad vindkraft parker har sedan år 2009 utlöst en ökning i flygtrafiken. Antalet kommersiella flygningar ökade med 16,4 procent till 7043, inklusive 3768 helikopter flygningar till vindkraftparker i havet. Det totala antalet flygningar uppgick till 9402. Sedan dess har antalet flyg rörelser stigit: 11 100 år 2011, 12 096 år 2012, 13 504 år 2013.

### Inrikes
| Flygbolag                     | Destination | Flygplats (IATA/ICAO kod) |
| ----------------------------- | ----------- | ------------------------- |
| OFD Ostfriesischer Flugdienst | Borkum      | Borkum (BMK/EDWR)         |

På denna sträcka används Britten Norman Islanders med plats för upp till 8 passagerare, Gippsland GA-8 Airvan (max. 5 passagerare) eller Cessna 172 (max. 2 passagerare)..

## Incidenter
Den 8 februari 2011 fick en Britten-Norman Islander (D-IOLO) av Ostfriesische Lufttransport (OLT) nödlanda på flygfältet i Emden. Maskinen hade redan i början efter start från Borkum ett problem med landningsstället och deklarerade nödsituation i luften. Lite senare, Pilot landade maskinen på en skummatta under nödlandningen. Piloten och åtta passagerare var oskadda.

## Referenser

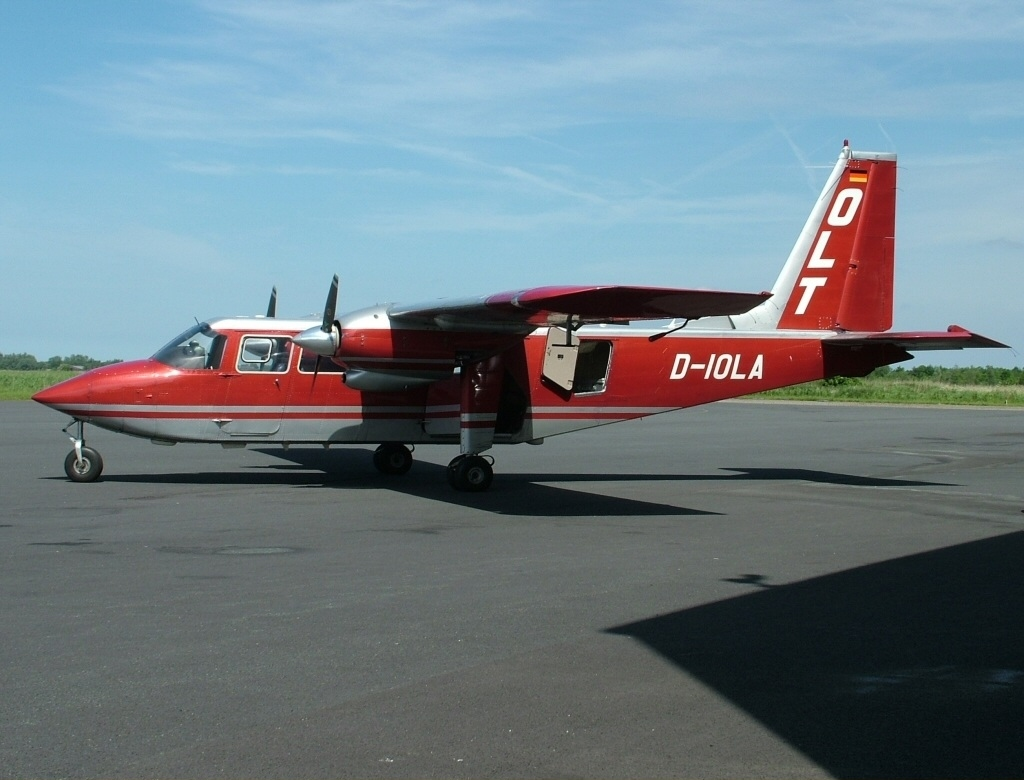
OLT BN-2 Islander, Flugplatz Emden